# Sōja
Sōja (jap. 総社市 Sōja-shi) – miasto w Japonii w południowej części wyspy Honsiu w prefekturze Okayama

## Położenie
Leży w południowej części prefektury. Graniczy z:
- Okayama
- Kurashiki
- Ibara
- Takahashi

## Historia
Miasto powstaje 31 marca 1954 roku z połączenia kilku miasteczek.

## Demografia
W 2005 miasto liczyło 66 589 mieszkańców.